# West Horsley
West Horsley is een civil parish in het bestuurlijke gebied Guildford, in het Engelse graafschap Surrey.